# IC 5201
IC 5201 ist eine Balken-Spiralgalaxie vom Hubble-Typ SB(s)cd im Sternbild Kranich am Südsternhimmel. Sie ist schätzungsweise 40 Millionen Lichtjahre von der Milchstraße entfernt, hat einen Durchmesser von rund 110000 Lj. und wird als Seyfert-2-Galaxie gelistet.
Die Galaxie wurde im Jahr 1900 beiläufig von dem Astronomen Joseph Lunt entdeckt, als er am Royal Observatory nahe Kapstadt mit einem 18-Zoll-Teleskop nach Theodor Brorsens Kometen suchte.